# 1,000 Hours
1,000 Hours (stilizzato come 1,000 HOURS) è il primo EP della band punk californiana Green Day, registrato nel 1988 e pubblicato nell'aprile del 1989 dalla Lookout! Records. Nel 1991 è stato ripubblicato assieme alla compilation 1,039/Smoothed Out Slappy Hours. Quando la band ha distribuito l'EP si faceva ancora chiamare Sweet Children, anche se cambiarono nome utilizzando quello con cui oggi vengono riconosciuti solo per poterlo mettere nella copertina. Quest'ultima è stata creata dalla Lookout! Records poiché i Green Day non avevano né un'idea precisa per il design dell'album, né avevano deciso che nome dargli. Così l'etichetta discografica decise di dargli il nome della prima canzone dell'album, creò un logo per il nome della band e pubblicò l'EP.

## Scrittura e registrazione delle tracce
L'EP è stato registrato alla Art of Ears, studio vicino all'area di Berkeley in California dove Billie Joe Armstrong, Mike Dirnt e John Kiffmeyer hanno passato la loro infanzia. L'album parla principalmente di perdite in amore e secondo Billie Joe, le canzoni parlerebbero tutte della stessa ragazza. "1,000 Hours" parla presumibilmente di essere sopraffatti dalle percezioni enigmatiche dell'amore, soprattutto Billie specifica che quando si è in una relazione d'amore, sembra che tutto ciò che si vuole fare è passare del tempo con la propria metà, e quando queste persone non ci sono più, desideri con tutto il cuore il loro ritorno. "Dry Ice" parla della paura di un ragazzo di essere rifiutato dalla ragazza che ama. Una tematica simile ce l'ha anche la canzone successiva, "Only of You" che parla dell'amore a prima vista. Nell'ultima canzone "The One I Want", Billie Joe parla di come sia strano che lui e la sorella del suo migliore amico non stiano ancora insieme.

## Pubblicazione
L'album è stato pubblicato nell'aprile 1989. Non è considerato un successo enorme, ma ha contribuito la band a crescere all'interno dell'area East Bay californiana. La maggior parte delle tracce sono state suonate dal vivo nei locali underground di Berkley, specialmente nel club 924 Gilman Street, noto per aver ospitato band come i Green Day, i Rancid, i Bad Religion e molti altri che saranno poi diventati famosi.

## Tracce
Testi di Billie Joe Armstrong, eccetto dove indicato, musiche di Green Day.
1. 1,000 Hours – 2:24
2. Dry Ice – 3:43
3. Only of You – 2:44
4. The One I Want – 2:59 (testo: Billie Joe Armstrong e Mike Dirnt)

Durata totale: 11:50

## Formazione

### Gruppo
- Billie Joe Armstrong - voce, chitarra
- Mike Dirnt - basso, cori
- John Kiffmeyer - batteria

### Produzione
- Andy Ernst - produttore, missaggio